# Батово
Батово е село в Североизточна България. То се намира в община Добричка, област Добрич.

## География
Релефът е предимно хълмист, като от двете страни на селото текат реки, едната е от към пътя за гр. Добрич, а другата откъм с. Долище. В близост до селото съществуват два резервата, в които могат да се срещнат муфлони, елени, диви прасета, елени лопатари и др. Има разнообразна флора, представена от характерни за региона видове – от диво кокиче до липови дървата.

## История
Село Батово е наследник на много стари поселения, съществували по тези места. Непосредствено след края на Руско-турската освободителна война тук се заселват бежанци от Странджа. Те идват основно от рупското село Крушево и няколко семейства от съседното Кула. По това време селото се казва Чаталар и е смесено черкезко-татарско. Черкезите се изселват напълно, докато татарите постепенно се турцизират. Селото придобива отчетлив странджански облик, което го прави уникално, защото е единственото рупско село извън Странджа. Между 1913 – 1916 г. и 1919 – 1940 г. селото е под румънска окупация, в който период са заселени влашки цигани - копанари. Сегашното си име Батово получава през 1942 г.
През пролетта на 1949 г. в селото е създаден текстилно-бояджийски и тепавичарски отдел при местната всестранна взаимоспомагателна кооперация.
Село Батово има добре изградена инфраструктура, училище, читалище с библиотека, детска градина, 4 ресторанта и 3 магазина. Пътищата са в много добро състояние.

## Културни и природни забележителности
Само на пет километра от Батово се намира етнографски комплекс „Чифлика Чукурово“. Тук може да се наблюдава старовремска добруджанска сватба. Гостите на етнографският комплекс се посрещат на тепавицата в Батово, където се запознават с първообраза на съвременната перална машина. Тук наблюдават част от процеса на изпиране, баросване и изсушаване на черги, килими, халища. Следва посещение на ракиджийницата, където туристите могат да се запознаят с технологията на производство на домашна ракия.
На 3 км от Батово е изворът „Чашката“, минерален извор, прочут с кристално чистата си, лековита вода, известен още като „Извор на желанията“. Според местните вярвания глътка вода от извора носи здраве, а хвърлен в извора конец носи късмет и сбъдва съкровени желания.

## Население

#### Преброяване на населението през 2011 г.
Численост и дял на етническите групи според преброяването на населението през 2011 г.:
|                     | Численост | Дял (в %) |
| Общо                | 656       | 100,00    |
| Българи             | 206       | 31,40     |
| Турци               | 58        | 8,84      |
| Цигани              | 229       | 34,91     |
| Други               | 4         | 0,61      |
| Не се самоопределят | 22        | 3,36      |
| Неотговорили        | 137       | 20,88     |